# Gonomyia colei
Gonomyia colei là một loài ruồi trong họ Limoniidae. Chúng phân bố ở miền Tân bắc.